# 吉田信夫
吉田 信夫（よしだ のぶお、1977年2月2日 - ）は、アップ教育企画が運営する学習塾お茶ゼミ√＋の数学講師である。以前は同企業の別部門である研伸館にて講師をしていた。独特な授業をすることで知られている。

## 略歴
- 1977年 広島県福山市に生まれる。
- 1995年 広島県立府中高等学校を卒業。
- 1999年 大阪大学理学部数学科を卒業。
- 2001年 大阪大学大学院理学研究科数学専攻修士課程修了。
- 2001年 研伸館にて講師となる。
- 2022年 お茶ゼミ√＋の講師となる[4]。

## 著書
- 『大学入試での微分方程式練習帳』2010年9月、現代数学社
- 『ガウスとオイラーの整数論の世界』2011年2月、技術評論社
- 『複素解析の神秘性』2011年10月、現代数学社
- 『虚数と複素数から見えてくるオイラーの発想』2012年1月、技術評論社
- 『具体例で親しむ高校数学からの極限的数論入門』2012年7月、現代数学社
- 『ニュートンとライプニッツの微分積分』2013年1月、技術評論社

以上の他、東京出版の『大学への数学』、現代数学社の『理系への数学』にも多数記事を掲載している。